# Cleopa David Msuya
Cleopa David Msuya (Tanganica, 4 de enero de 1931-Dar es-Salam, 7 de mayo de 2025) fue un político tanzano. Fue primer ministro de Tanzania desde el 7 de noviembre de 1980 hasta el 24 de febrero de 1983 y nuevamente desde el 7 de diciembre de 1994 hasta el 28 de noviembre de 1995.

## Carrera política
A partir de 1964, ocupó el cargo de Secretario Permanente en varios ministerios: en el Ministerio de Desarrollo Comunitario y Cultura (1964-1965), en el Ministerio de Colonización de Tierras y Desarrollo Hídrico (1965-1967), en el Ministerio de Asuntos Económicos y Planificación (1967-1970) y en el Ministerio de Finanzas (1970-1972).
Asumió el cargo de ministro de Finanzas el 18 de febrero de 1972 y permaneció en dicho cargo hasta su nombramiento como ministro de Industria el 3 de noviembre de 1975. Tras cinco años como ministro de Industria, asumió el cargo de primer ministro en noviembre de 1980, cargo que ocupó hasta febrero de 1983. Posteriormente, fue ministro de Hacienda de nuevo desde febrero de 1983 hasta noviembre de 1985. El 6 de noviembre de 1985, amplió su cartera y asumió el cargo de ministro de Hacienda, Asuntos Económicos y Planificación hasta marzo de 1989. De marzo de 1989 a diciembre de 1990, fue ministro de Hacienda de nuevo, y de marzo de 1990 a diciembre de 1994, ministro de Industria y Comercio.
En diciembre de 1994, Msuya asumió el cargo de primer ministro por segunda vez, ejerciendo simultáneamente el cargo de Vicepresidente. Fue reemplazado en dichos cargos en noviembre de 1995. En las elecciones parlamentarias de 1995, fue elegido nuevamente para la Asamblea Nacional y completó su mandato parlamentario como diputado raso. Se jubiló el 29 de octubre de 2000.

## Años posteriores
Desde su jubilación, Msuya participó activamente en el Chama Cha Mapinduzi (CCM). A partir de 2006, permaneció en el Comité Ejecutivo Nacional del CCM. En 2006, también fue presidente del Foro de Desarrollo del Kilimanjaro.
El 23 de octubre de 2019, Cleopa Msuya, a los 88 años, fue nombrada rectora del Instituto Ardhi por el presidente de la República Unida de Tanzania. Falleció por complicaciones cardíacas el 7 de mayo de 2025, a los 94 años, en un hospital de Dar es Salaam.